# Team Heizomat
El Team Heizomat (codi UCI: THF) és un equip ciclista alemany, de ciclisme en ruta. Creat al 2008, té categoria continental.

## Principals resultats

### A les grans voltes
- Giro d'Itàlia
  - 0 participacions

- Tour de França
  - 0 participacions

- Volta a Espanya
  - 0 participacions

## Classificacions UCI

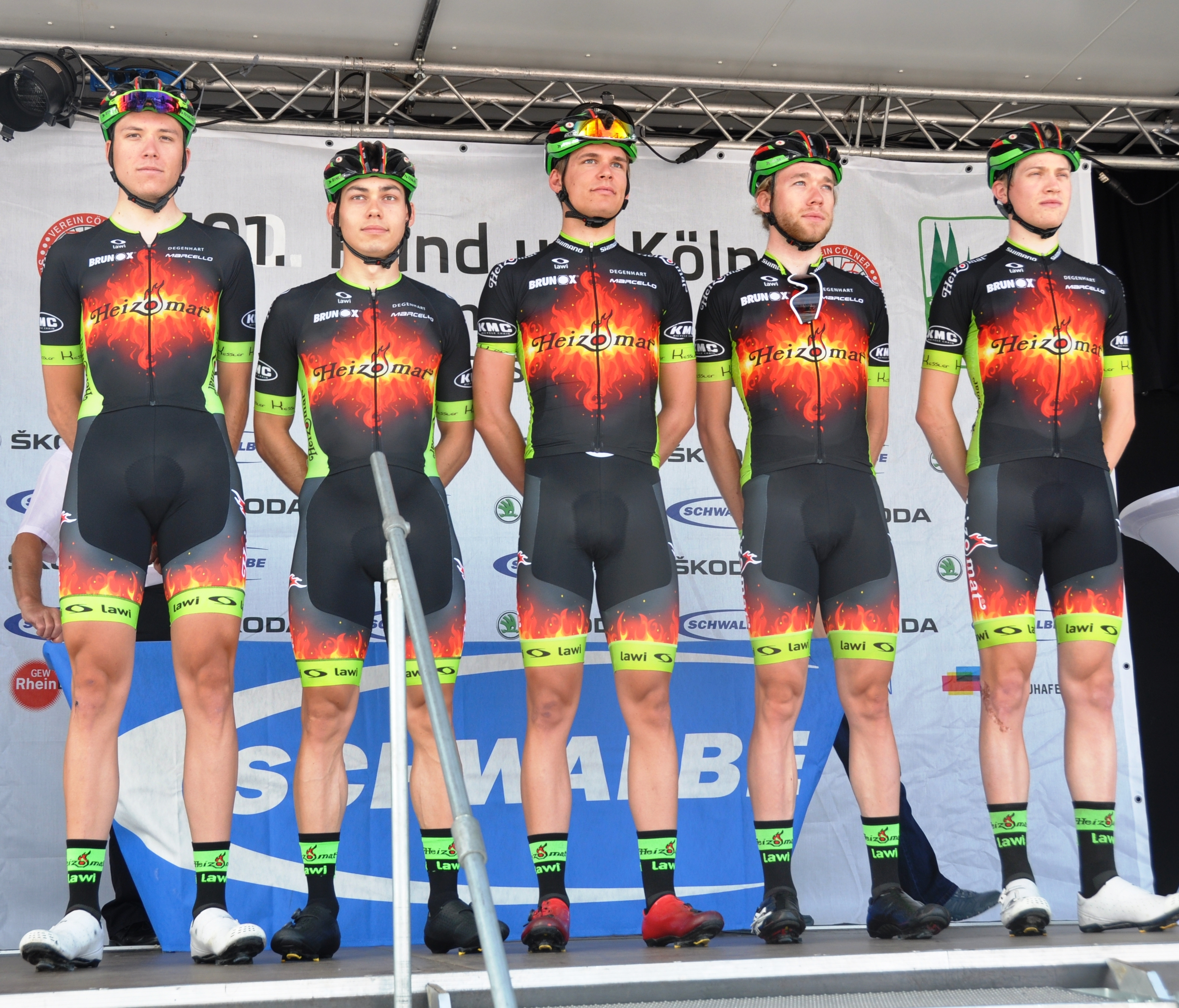
L'equip al 2017

L'equip participa en les proves dels circuits continentals i principalment en les curses del calendari de l'UCI Europa Tour.
UCI Amèrica Tour
| Temporada | Classificació per equips | Millor ciclista en la classificació individual |
| --------- | ------------------------ | ---------------------------------------------- |
| 2010      | 34è                      | Philipp Ries (272è)                            |

UCI Europa Tour
| Temporada | Classificació per equips | Millor ciclista en la classificació individual |
| --------- | ------------------------ | ---------------------------------------------- |
| 2008      | 87è                      | Robert Retschke (378è)                         |
| 2009      | 72è                      | Felix Rinker (277è)                            |
| 2010      | 82è                      | David Hesselbarth (475è)                       |
| 2011      | 110è                     | Nils Plötner (927è)                            |
| 2012      | 113è                     | Alexander Krieger (675è)                       |
| 2013      | 112è                     | Raphael Freienstein (831è)                     |
| 2014      | 117è                     | Jan-Niklas Droste (839è)                       |
| 2015      | 126è                     | Sascha Starker (1017è)                         |
| 2016      | 123è                     | Jonas Rapp (1246è)                             |
| 2017      | 107è                     | Jonas Rapp (696è)                              |